# Paulo Wanchope
Paulo César Wanchope Watson (wym. [ˈpaulo ɣanˈtʃope]; ur. 31 lipca 1976 w Heredii) – były kostarykański piłkarz występujący na pozycji napastnika, trener piłkarski. Posiada również obywatelstwo brytyjskie.
Zawodową karierę piłkarską za granicami kraju zaczął w Derby County w 1997 roku. W debiucie w Premiership zdobył gola przeciwko Manchesterowi United. Następnie grał w West Ham United i Manchesterze City. W 2004 roku przeszedł za 500 tys. £ do Málaga CF. Jednak za długo nie zagrzał tam miejsca i po sezonie odszedł do katarskiego Al-Gharafa. Po 6 miesiącach wrócił do rodzimej ligi do klubu CS Herediano. Od lata 2006 był zawodnikiem argentyńskiego Rosario Central. Karierę zakończył w drużynie MLS – Chicago Fire. W 2006 roku został powołany do reprezentacji Kostaryki na mistrzostwa świata i już w pierwszym meczu z Niemcami zdobył 2 bramki. Był także uczestnikiem Mistrzostw Świata 2002. Łącznie dla drużyny narodowej w 76 pojedynkach strzelił 45 goli.
W sierpniu 2014 został tymczasowym trenerem reprezentacji Kostaryki, z którą miesiąc później wygrał rozgrywki Copa Centroamericana. W lutym 2015 permanentnie objął stanowisko selekcjonera. W tym samym roku dotarł do ćwierćfinału Złotego Pucharu CONCACAF, a w sierpniu 2015 zrezygnował z funkcji szkoleniowca reprezentacji.